# Onuxodon parvibrachium
Onuxodon parvibrachium är en fiskart som först beskrevs av Fowler 1927.  Onuxodon parvibrachium ingår i släktet Onuxodon och familjen nålfiskar. Inga underarter finns listade i Catalogue of Life.